# Rheinland-Pfälzische Bibliographie
Die Rheinland-Pfälzische Bibliographie (RPB) ist eine regionale Literaturdokumentation, die seit 1991 im Auftrag des Ministeriums für Bildung, Wissenschaft, Weiterbildung und Kultur Rheinland-Pfalz erstellt wird. Sie erfasst Bücher, Aufsätze aus Zeitschriften, Jahrbüchern, Tages- und Wochenzeitungen, Einzelbeiträge aus Sammelwerken sowie Online-Publikationen wie beispielsweise Websites. Für die Verzeichnung in der Rheinland-Pfälzischen Bibliographie werden alle Veröffentlichungen aus allen Epochen berücksichtigt, die einen inhaltlichen Bezug zum Land Rheinland-Pfalz, zu einzelnen Regionen, Personen oder Orten haben.

## Mitwirkende Bibliotheken
Die Bibliographie wird von Mitarbeitern des Landesbibliothekszentrums Rheinland-Pfalz an den Landesbibliotheken in Speyer und Koblenz sowie der Stadtbibliotheken in Mainz und Trier gemeinsam erarbeitet. Die einzelnen Bibliotheken sind schwerpunktmäßig für die Literatur aus ihrer und über ihre Region zuständig. Rund 1400 Zeitschriften des Berichtszeitraums 1991 bis heute und andere fortlaufende Werke werden durchgesehen und sind in der Liste der ausgewerteten Zeitschriften und Sammelwerke aufgeführt.

## Geschichte
Der erste Druckband der Bibliographie erschien 1992 mit Berichtsjahr 1991 im Trierer Spee-Verlag. 1996 wurde erstmals ein Band der RPB im Internet als HTML-Datei angeboten, 1998 erfolgte die Freischaltung als kostenlose Internetdatenbank. Mit dem Berichtsjahr 2000 wurde der Druck der Bibliographie eingestellt. 2001 war die RPB mit der Landesbibliographie Baden-Württemberg Pilotpartner der Virtuellen Deutschen Landesbibliographie. 2004 konnte die überarbeitete Online-Datenbank der RPB in Betrieb gehen, mit dem der Einsatz von Normdatensätzen sowie die Suche nach Sach- und Ortssystematik realisiert werden konnte. 2007 wurden die beiden Vorgängerbibliographien, die Mittelrhein-Moselland-Bibliographie sowie die Bibliographie der Pfalz und des Saarlandes 1927–1950, die beide als retrokonvertierte Datenbanken vorlagen, in die RPB eingespielt. In Folge wurden weitere gedruckte Vorgängerbibliographien in halbautomatischen Verfahren retrodigitalisiert und in die RPB integriert, so dass im September 2024 ca. 563.000 Literaturnachweise in der Datenbank recherchiert werden konnten.